# Tourelle de 75 mm R modèle 1932

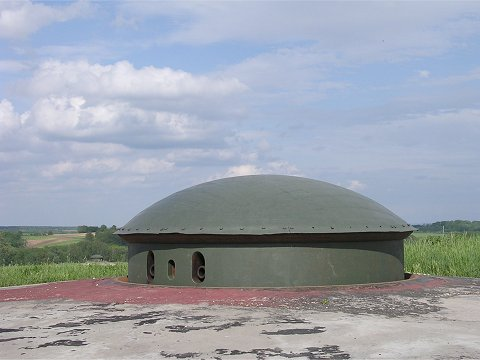
Tourelle de 75 mm en batterie.

La tourelle pour deux pièces de 75 mm R modèle 1932 est l'un des types de tourelle qui équipent les blocs d'artillerie de la ligne Maginot. Il s'agit d'un modèle de tourelle à éclipse, installé en saillie sur la dalle de béton de son bloc et armé avec deux canons de 75 mm raccourcis (d'où l'abréviation « R »). Son rôle était d'assurer la continuité des tirs d'artillerie le long de la ligne, en soutien des tirs de mitrailleuses des casemates et blocs d'infanterie.

## Caractéristiques
La tourelle de 75 mm R modèle 1932 fait 3,04 mètres de diamètre à l'extérieur et 189 tonnes au total. Sa partie mobile est mise en batterie à l'aide d'un contrepoids à l'extrémité d'un balancier, le tout étant en équilibre, actionné par un moteur électrique (de marque Sautter-Harlé) ou manuellement. Une fois en batterie, elle émerge de 1,02 mètre au-dessus de son avant-cuirasse.
Son blindage est de 300 mm d'épaisseur d'acier, que ce soit pour la toiture comme pour la muraille (partie entre la toiture et l'avant-cuirasse). Une fois la tourelle éclipsée, la toiture repose sur les voussoirs d'acier de l'avant-cuirasse scellées dans la dalle de béton du bloc.

### Armes

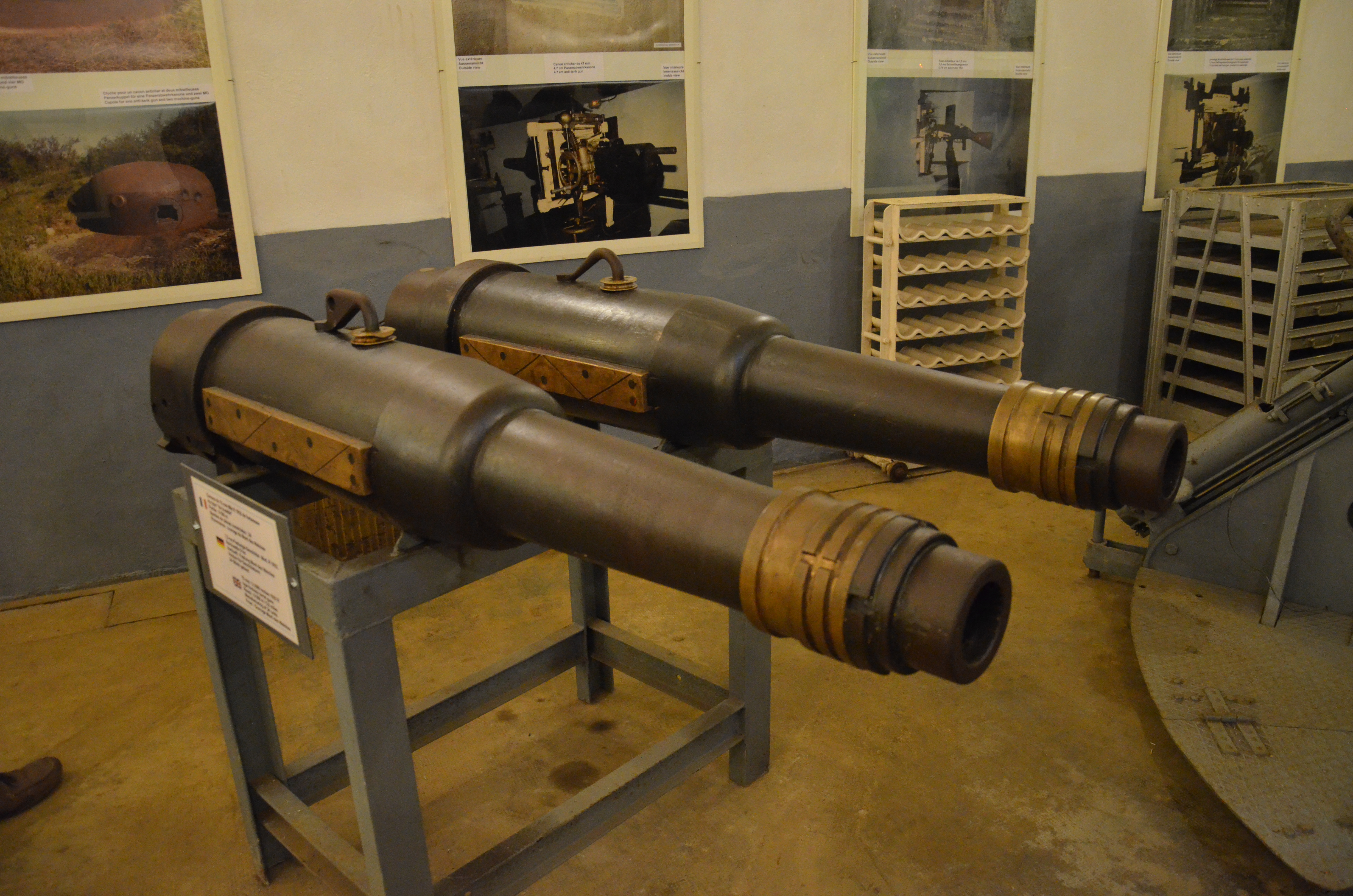
Deux canons de 75 mm R modèle 1932 provenant de l'ouvrage du Mont-des-Welches et exposés dans l'ouvrage de Schœnenbourg.

La tourelle est armée d'un jumelage de canons de 75 mm modèle 1932 R, une version du canon de 75 mm modèle 1897 dont le tube a été raccourci à 1,555 mètre, capables de tirer à une portée maximale de 9 200 mètres et à une cadence de tir nominale de 13 coups par pièce et par minute. En cas d'urgence, la cadence de tir de la tourelle peut être plus que doublée et dépasser les 50 coups par minute (en additionnant les deux pièces). Le pointage en hauteur peut se faire de -5° jusqu'à 35°.

### Servants
Une tourelle de 75 mm nécessite une équipe de vingt-cinq hommes pour son service complet en situation de combat : six sous-officiers et dix-neuf servants (l'équipe de combat est composée de l'équipe de veille et de l'équipe de piquet). En situation de veille, l'équipe réduite compte deux sous-officiers et dix servants (l'équipe de veille ne peut fournir qu'un tir à cadence lente, uniquement avec des obus percutants).
L'équipe de combat se répartit à raison d'un sous-officier (brigadier tireur) et trois servants (un tireur et deux chargeurs) dans la chambre de tir, quatre sous-officiers (un adjudant chef de tourelle, un maréchal des logis chef de pièces, un brigadier pointeur et un brigadier artificier) et quatorze servants (un aide-pointeur, deux déboucheurs pour les tirs fusants, cinq pourvoyeurs transportant les munitions vers les norias, deux approvisionneurs chargeant les norias et quatre auxiliaires manœuvrant les châssis de munitions depuis le M 3) à l'étage intermédiaire, un sous-officier (brigadier) et deux servants (le premier s'occupe de la marche à bras du mouvement d'éclipse, le second des appareils électriques) à l'étage inférieur.

### Équipements
La tourelle est équipée d'une lunette de visée installée entre les deux tubes pour effectuer des tirs directs, mais les tirs sont normalement réglés à partir des informations fournies par le poste central de tir du PC artillerie de l'ouvrage puis par les observatoires. La communication entre le PC de l'ouvrage et celui du bloc se fait par téléphone, celle entre le PC du bloc et le poste de pointage (sur le fût-pivot de la tourelle) se fait par transmetteur d'ordres (système visuel copié sur celui de la marine), tandis que celle entre l'étage intermédiaire et la chambre de tir se fait par tuyau acoustique ou par transmetteur,.
Le magasin de munitions M 3 se trouve à l'étage intermédiaire, sa dotation pour la tourelle était de 1 200 coups de 75 mm,.
Le refroidissement des tubes peut se faire par aspersion d'eau (150 litres d'eau sont prévus par jour, stockés dans des citernes situées à l'étage supérieur du bloc).
L'évacuation des douilles se fait par un entonnoir les évacuant à l'étage intermédiaire où elles passent dans un toboggan qui les descend au pied du bloc (généralement à 30 m sous terre). L'évacuation des gaz dégagés par les armes se fait par refoulement à l'extérieur, les blocs étant en légère surpression.

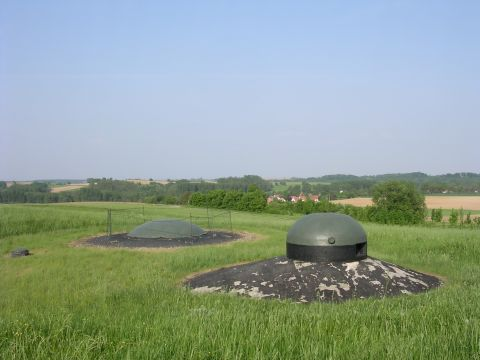
Les dessus du bloc 3 de l'ouvrage de Schœnenbourg.
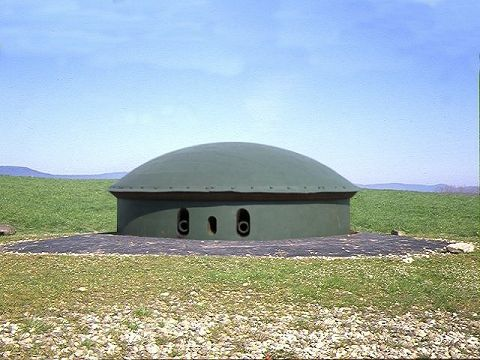
Tourelle en batterie.
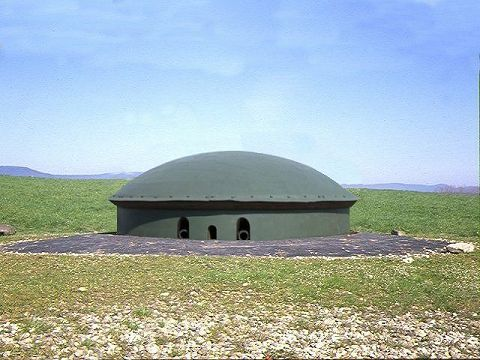
Début de la manœuvre.
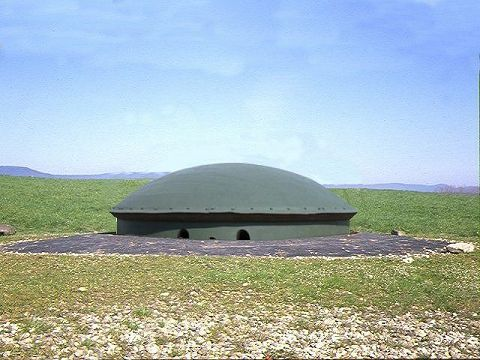
Tiers de la manœuvre.
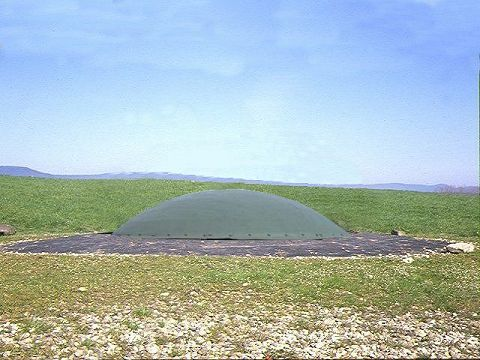
La tourelle éclipsée.
Schéma d'un bloc d'artillerie montrant le système de mise en batterie d'une tourelle.
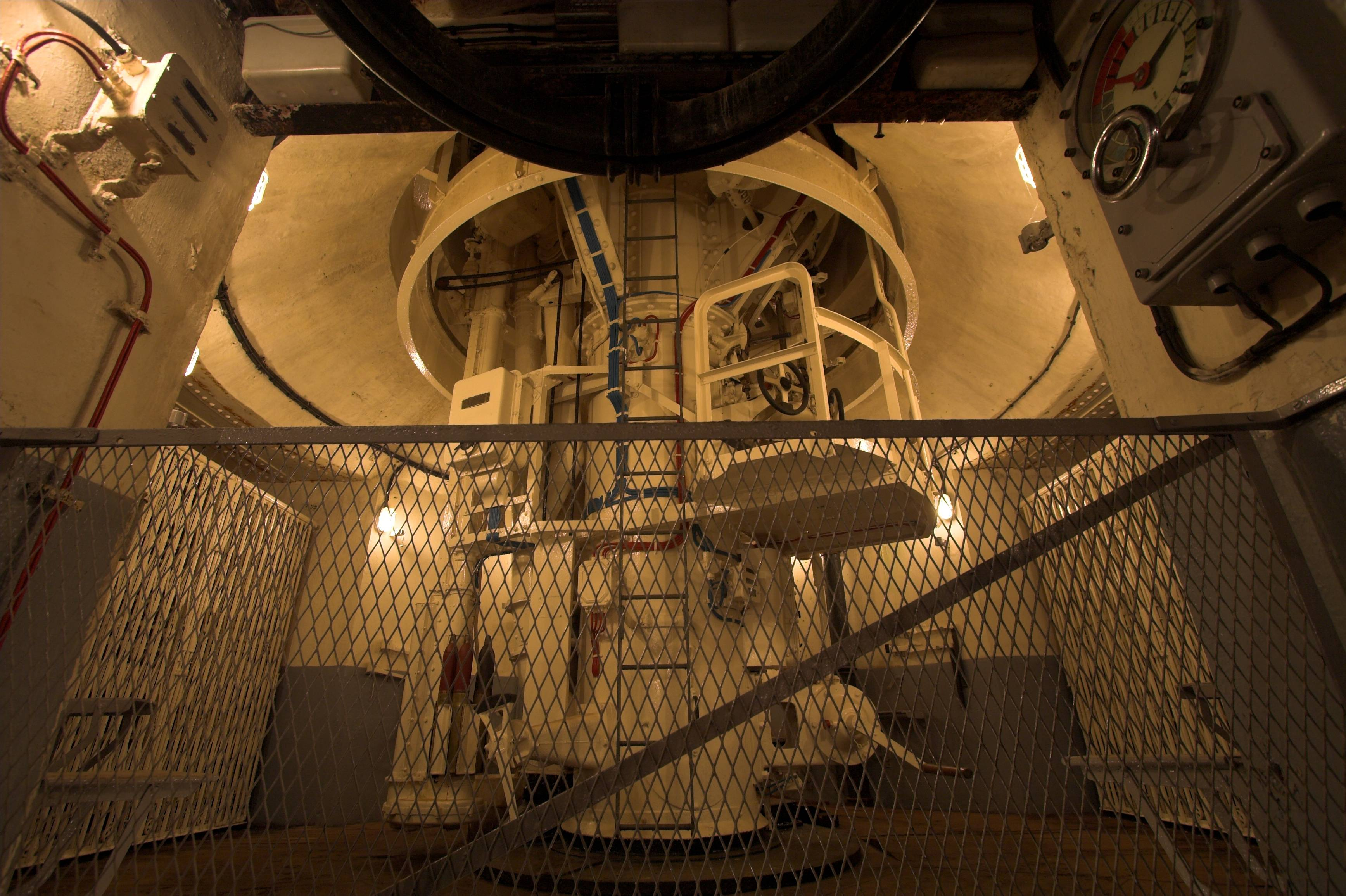
Étage intermédiaire de la tourelle.
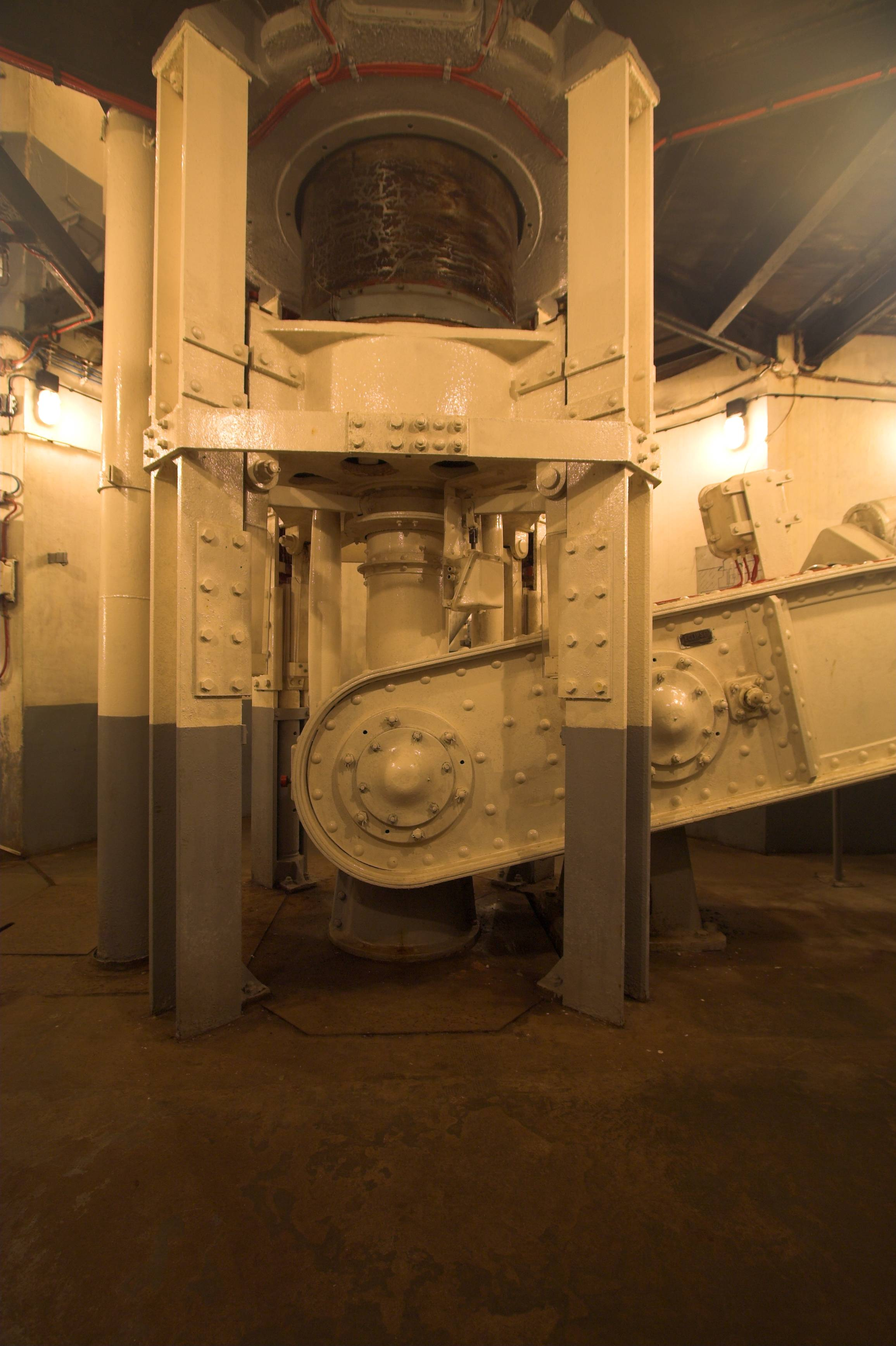
Extrémité du balancier (étage inférieur).
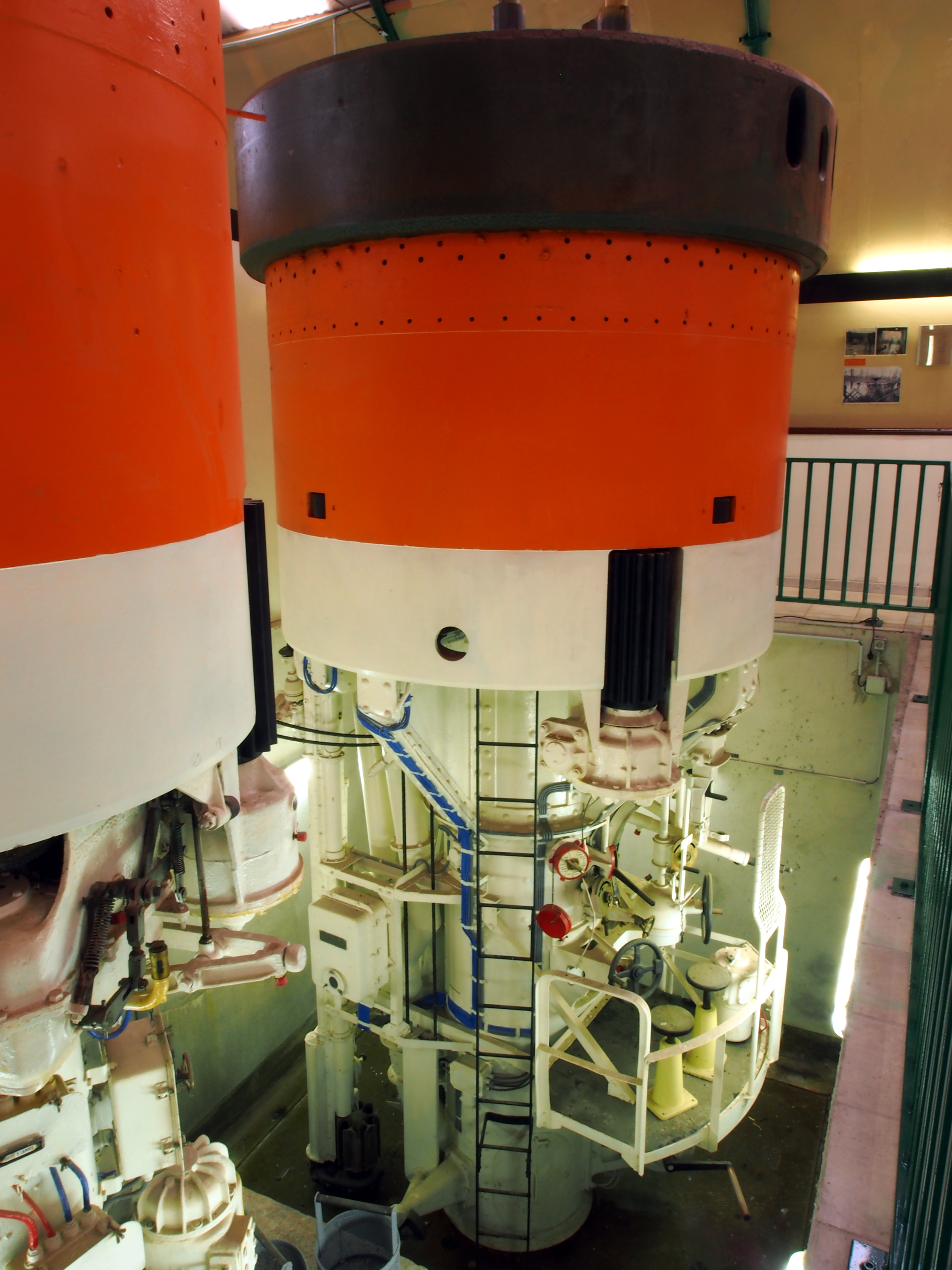
Vue complète d'une tourelle.
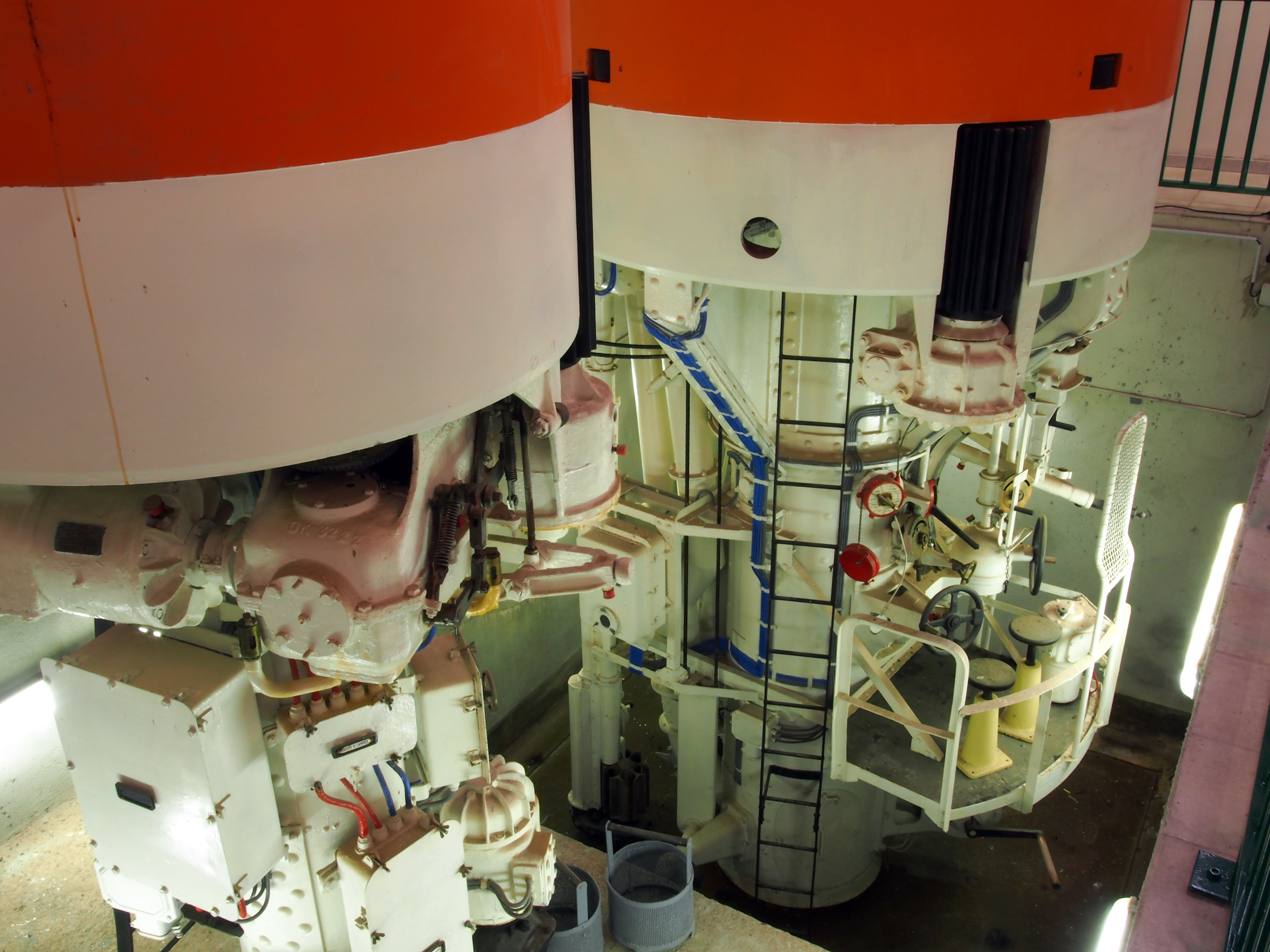
Détails.

## Liste des tourelles
Un total de 12 tourelles sont commandées en 1932 auprès des entreprises Châtillon-Commentry d'une part et Ateliers et Chantiers de la Loire d'autre part. Elles sont toutes attribuées au front du Nord-Est.
| Ouvrages      | Numéros du bloc | Numéros de tourelle |
| ------------- | --------------- | ------------------- |
| Rochonvillers | 3               | 401                 |
| Molvange      | 5               | 405                 |
| Soetrich      | 5               | 409                 |
| Soetrich      | 6               | 406                 |
| Kobenbusch    | 5               | 410                 |
| Billig        | 4               | 403                 |

| Ouvrages         | Numéros du bloc | Numéros de tourelle |
| ---------------- | --------------- | ------------------- |
| Mont-des-Welches | 2               | 402                 |
| Mont-des-Welches | 4               | 407                 |

| Ouvrages   | Numéros du bloc | Numéros de tourelle |
| ---------- | --------------- | ------------------- |
| Schiesseck | 7               | 404                 |

| Ouvrages     | Numéros du bloc | Numéros de tourelle |
| ------------ | --------------- | ------------------- |
| Four-à-Chaux | 2               | 408                 |

| Ouvrages     | Numéros du bloc | Numéros de tourelle |
| ------------ | --------------- | ------------------- |
| Schœnenbourg | 3               | 412                 |
| Schœnenbourg | 4               | 411                 |